# 古滕贝格 (巴伐利亚州)
古滕贝格（德語：Guttenberg，發音：[ˈɡʊtn̩ˌbɛʁk]）是德国巴伐利亚州上弗兰肯行政区库尔姆巴赫县的市镇，面积10.66平方千米，2023年12月31日人口为467人。德國貴族古滕貝格家族的名稱即起源自該地。